# 华懋公寓

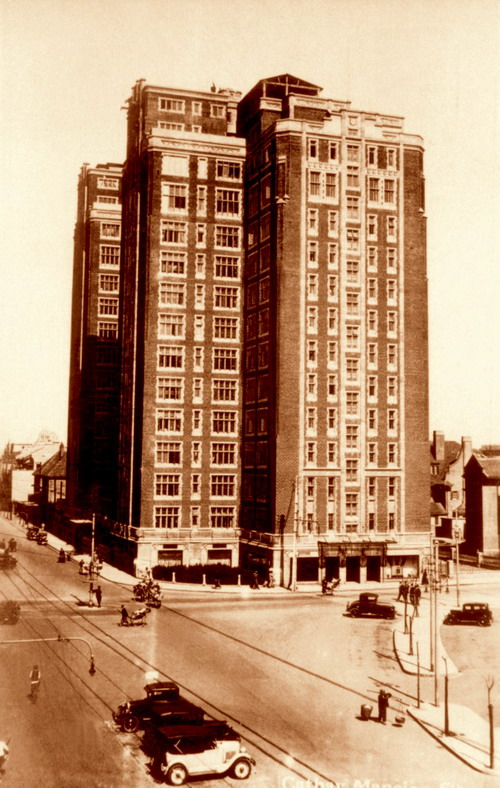
华懋公寓旧景

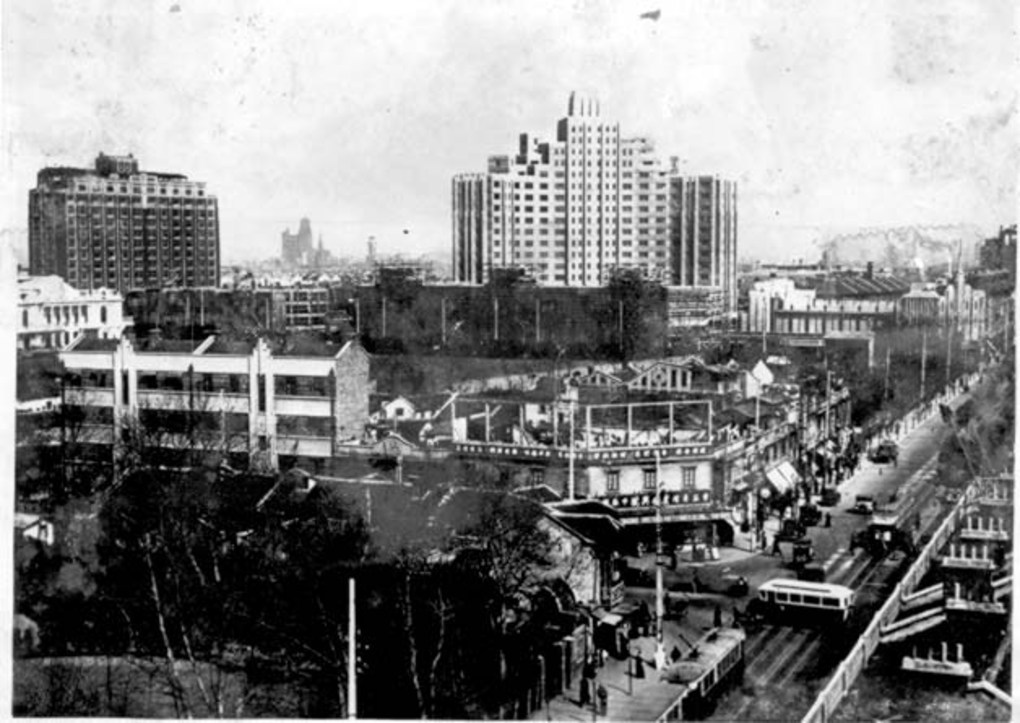
华懋公寓位于图片左后方，居中后方建筑为锦江饭店贵宾楼的峻岭寄庐

华懋公寓，今锦江饭店北楼又称锦北楼，俗称“十三层楼”，位于中国上海长乐路189号，长乐路茂名南路路口东南角。它是英国籍犹太人沙逊所有的新沙逊洋行在上海法租界中心区所建的高级公寓，为英国哥特式建筑风格。建于1925年，由公和洋行设计，王荪记营造厂承建，1929年建成，建成时是上海最高的大楼。
1951年，公寓改为上海锦江饭店，成为新中国成立后上海的第一座国宾馆。1989年，该楼被列为上海市文物保护单位和第一批上海市优秀历史建筑。现在大楼作为锦北楼，是五星级酒店上海锦江饭店的组成部分。

## 历史
华懋公寓所在地皮原属瑞记洋行的创立者——德籍犹太人安诺德家族。他们在第一次世界大战后买下了这块地皮，但后却因生意亏空将这里抵押给了沙逊洋行。大楼于1925年开始建造，1929年与同属华懋地产公司的位于外滩的华懋饭店一同落成。建成后，因极佳的地段以及出挑的风格，很快便吸引了众多洋人业主。公寓早先多为英国侨民居住，在抗战胜利后，杜月笙曾在此居住直至其迁往香港。新中国成立后，公寓被选中成为高级干部招待所，即上海第一个国宾馆。1951年，董竹君将其在1935年创立的锦江川菜馆迁入华懋公寓，大楼改名锦江饭店。1989年，大楼被列为上海市文物保护单位和第一批上海市优秀历史建筑。2009年，锦北楼重新装修。

## 建筑特色
华懋公寓为钢筋混凝土框架结构，共14层，高57米（另说13层，高65米），建筑面积为21202平方米。建筑平面呈“一”字型，唯北面有两部突出。建筑以褐色面砖贴面，间以石料窗框和垂直线条。立面直上直下，并未分段。褐色面砖采用白浆勾线，突出对比。立面钢窗为方格式，排列整齐，白色窗框，窗樘外口用錾假石。建筑材料均由英商美艺云石花砖公司提供。但大楼在设计时对地基考虑不够，现沉降达2米多，故原建筑底层今作地下室使用。
大楼内部共有7部电梯，4部位于在楼下大厅，还有运输梯1部。公寓共有客房384间，从1层分布到10层。各层有12个单间、8个套间，且均有单独的冷暖气和卫生设备。10层中有1层配有中、德、美、印度、意、西班牙等不同国家风格的房间。十一层是一个占地800平方米的大餐厅。其内部顶上悬挂皇家古铜式吊灯，四壁装有蜡烛壁灯。12根立柱和墙角配有古代持盾武士浮雕，为仿英国宫廷式风格。十二层也是餐厅。顶层为厨房，设施、采光、通风都十分良好且内部功能处理明确且用自动小电梯运送食物，并有电话联系。